# Status quo ante bellum
Status quo ante bellum is een uit het Latijn afkomstige diplomatieke term, die vaak wordt gebruikt in vredesverdragen. 
Het betekent letterlijk "De situatie voor de oorlog" en komt erop neer dat beide partijen terugkeren naar de vooroorlogse grenzen en dat er geen verandering komt in politieke of economische situaties van de partijen. Het tegenovergestelde begrip, waarbij de door de oorlog teweeggebrachte veranderingen in gebied of economische, dan wel politieke, macht wel invloed hebben op de naoorlogse situatie is uti possidetis ("zoals je in bezit hebt").